# Peter Neusser

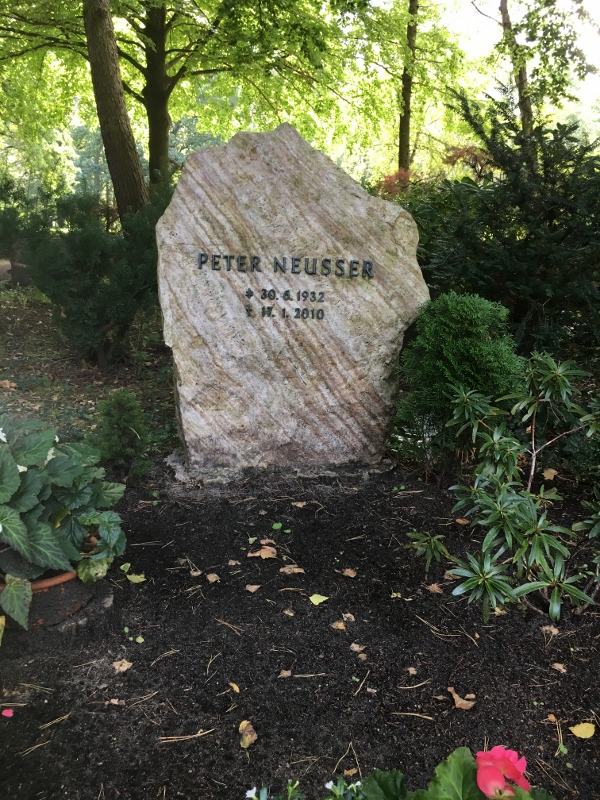
Grabstätte von Peter Neusser auf dem Berliner Waldfriedhof Zehlendorf

Peter Neusser (* 30. Juni 1932 in Wien; † 17. Januar 2010 in Berlin) war ein österreichischer Schauspieler und Synchronsprecher.
Neusser absolvierte sein Schauspielstudium am Max-Reinhardt-Seminar in Wien. Sein Filmdebüt gab er 1956 in dem Spielfilm Kaiserjäger. Zu seinen weiteren Filmen zählten Sissi – Schicksalsjahre einer Kaiserin (1957) und Brennt Paris? (1966).
Von 1986 bis 2003 spielte er die Rolle des Revierleiters Rolf Bogner in der Serie Großstadtrevier.
In den 1980er und 1990er Jahren war Neusser außerdem als Synchronsprecher tätig. Er lieh seine Stimme u. a. James Arness in der Westernserie Rauchende Colts und Greg Morris in der Krimiserie Vegas.
Neusser, der nach langer und schwerer Krankheit im Januar 2010 im Alter von 77 Jahren starb, hatte vier Kinder und wohnte zuletzt in Berlin. Beigesetzt wurde er auf dem Waldfriedhof Zehlendorf in Berlin.

## Filmografie (Auswahl)
- 1956: Kaiserjäger
- 1957: Die Lindenwirtin vom Donaustrand
- 1957: Sissi – Schicksalsjahre einer Kaiserin
- 1960: Division Brandenburg
- 1961: Der Teufel spielte Balalaika
- 1961: Liebe, Freiheit und Verrat (Legge di guerra)
- 1961: Mann im Schatten
- 1963: Die fünfte Kolonne – Null Uhr Hauptbahnhof
- 1964: Heiß weht der Wind
- 1966: Brennt Paris? (Paris brûle-t-il?)
- 1966: Hafenpolizei – Die neue Spur
- 1967: Das Kriminalmuseum – Das Kabel
- 1968: Babeck (TV-Dreiteiler)
- 1969: Der Kommissar – Die Waggonspringer
- 1969: Oberinspektor Marek – Einfacher Doppelmord
- 1970: Polizeifunk ruft – Die Konservendose
- 1971: Die Tote aus der Themse
- 1971: Gestrickte Spuren (Fernseh-Zweiteiler)
- 1971: Wenn der Vater mit dem Sohne (in 8 Episoden)
- 1973: Tatort – Kressin und die zwei Damen aus Jade (TV-Reihe)
- 1975: Parapsycho – Spektrum der Angst
- 1977–1990: Derrick (4 Folgen)
- 1979: St. Pauli-Landungsbrücken (Fernsehserie, eine Folge)
- 1981: Der Fuchs von Övelgönne – Lotse im Nebel
- 1984: Der Alte – Perfektes Geständnis
- 1986: Ein Fall für Zwei – Blinder Hass
- 1986: Detektivbüro Roth – Tod eines Vertreters
- 1986–2003: Großstadtrevier (192 Folgen)
- 1988: Derrick – Das Piräus-Abenteuer
- 1988: Killing Blue
- 1989: African Timber
- 1989: Ein Fall für Zwei – Gewissensbisse

## Hörspiele
- 1996: Rolf Schneider: Montezumas Krone (Taxifahrer) – Regie: Rolf Schneider (Kriminalhörspiel – MDR/SFB)